# Ikata
Ikata (伊方町, Ikata-chō) é uma pequena cidade localizada no distrito de Nishiuwa, na província de Ehime, no Japão. Após uma recente fusão com as cidades vizinhas de Misaki e Seto, a cidade agora abrange a montanhosa Península Sadamisaki, a península mais estreita do Japão e o ponto mais ocidental da ilha de Shikoku. 
Esta geografia única influenciou bastante o crescimento da Ikata. Por um lado, apresentou desafios significativos ao desenvolvimento urbano que não foram superados até recentemente na longa história da cidade. Por outro lado, a península é o que dá à cidade sua bela paisagem montanhosa e oceânica que, reforçada por investimentos significativos em infra-estrutura e instalações turísticas, formou a base para uma indústria de turismo em expansão.
Além da beleza de sua paisagem natural e acidentada, Ikata é conhecida há muito tempo pela pesca e pelo cultivo de laranja mikan. Nos últimos anos, Ikata também se tornou um ponto importante da produção moderna de energia - a Usina Nuclear de Ikata produziu grande parte da eletricidade de Shikoku até ser desligada em 2012, após o terremoto e tsunami de Tōhoku em 2011 (antes de ser reativado em 2018 ), e as montanhas ventosas da cidade são pontilhadas por dezenas de moinhos de vento. 

## História

### Pré-história
A área da Península Sadamisaki é habitada desde pelo menos o período Jom (10.000 a 300 a.C.), como evidenciado pela descoberta de ferramentas de pedra e panelas de barro nos bairros Misaki e Kushi.
Em 1963, um homem local descobriu um machado de pedra datado do período Yayoi (300 a.C. a 250 d.C.) em sua fazenda no bairro de Kawachi. Após uma investigação mais aprofundada pela Sociedade Arqueológica do Japão em 1986, a área foi reconhecida como contendo os restos de um highland settlement (高地性集落, kōchisei shūraku). Esse é um tipo de assentamento geralmente localizado várias dezenas de metros acima da área circundante, nas encostas das montanhas, e é peculiar ao período Yayoi.

### Era clássica
Após a Reforma Taika de 646, Ikata e a maior área circundante ficaram conhecidas como o Distrito de Uwa em 701. O distrito de Uwa cobriu toda a região de Nanyo (mapa) até ser dividido em dois em 866. Como os distritos foram definidos pela população, pode-se inferir que a área era subdesenvolvida e pouco povoada na época.

### Era feudal

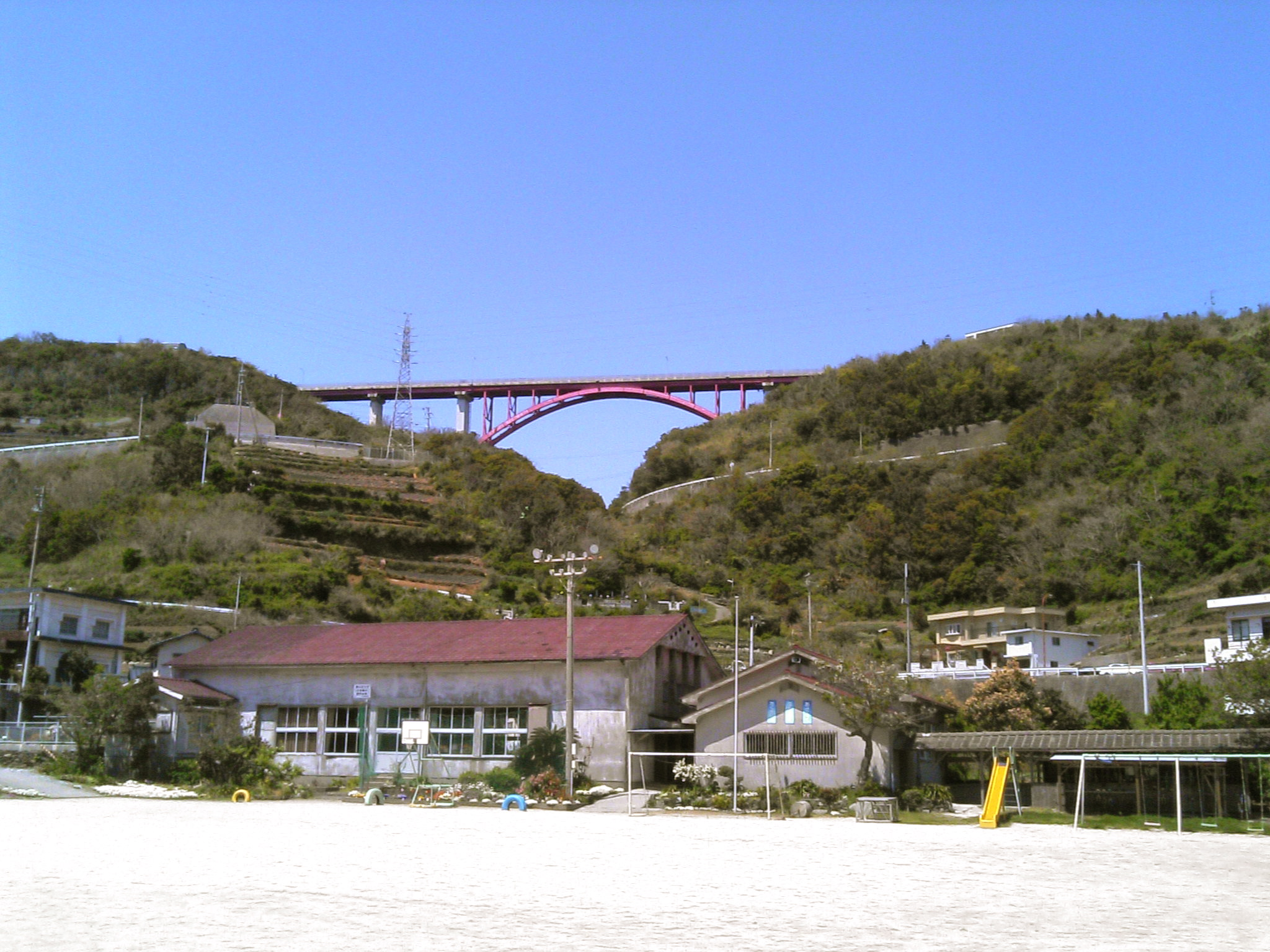
A ponte Horikiri ("ponte de trincheira") atravessa o desfiladeiro onde Nobutaka tentou cavar um canal através da península

No final do período Heian, a área de Yawatahama e Ikata ficou conhecida como Yano (矢野郷, Yano-gō, later 矢野荘 Yano-shō). À medida que a propriedade das terras agrícolas ficava cada vez mais concentrada nas mãos das famílias governantes locais, Taira no Tadamitsu, um membro do clã Heike, deu o controle da área de Yano.
Alguns membros da família Heike se estabeleceram secretamente na área de Seto em 1185, depois de serem derrotados nas Guerras Genpei.
Entrando no período Edo e no shogunato de Tokugawa, o distrito de Uwa ficou sob o controle do Uwajima Domain (宇和島藩, Uwajima-han). De 1610 a 1612, o primeiro senhor feudal de Uwajima, Tomita Nobutaka, reuniu agricultores da área local para cavar um canal na parte mais fina da Península Sadamisaki, o bairro Mitsukue de Seto. O projeto foi logo cancelado devido a fundos insuficientes. A essa altura, o nome Ikata (伊方浦, Ikata-ura)  pode ser visto nos registros de impostos pagos aos senhores feudais.
O bairro Mitsukue prosperou como cidade portuária durante o período feudal, pois foi usado como porto de descanso para os daimyos a caminho de e para a capital como parte do sistema sankin-kōtai. Esse tráfego provavelmente foi a fonte da demanda pela tentativa abortada de Nobutaka de criar um atalho através da península.

### Era moderna

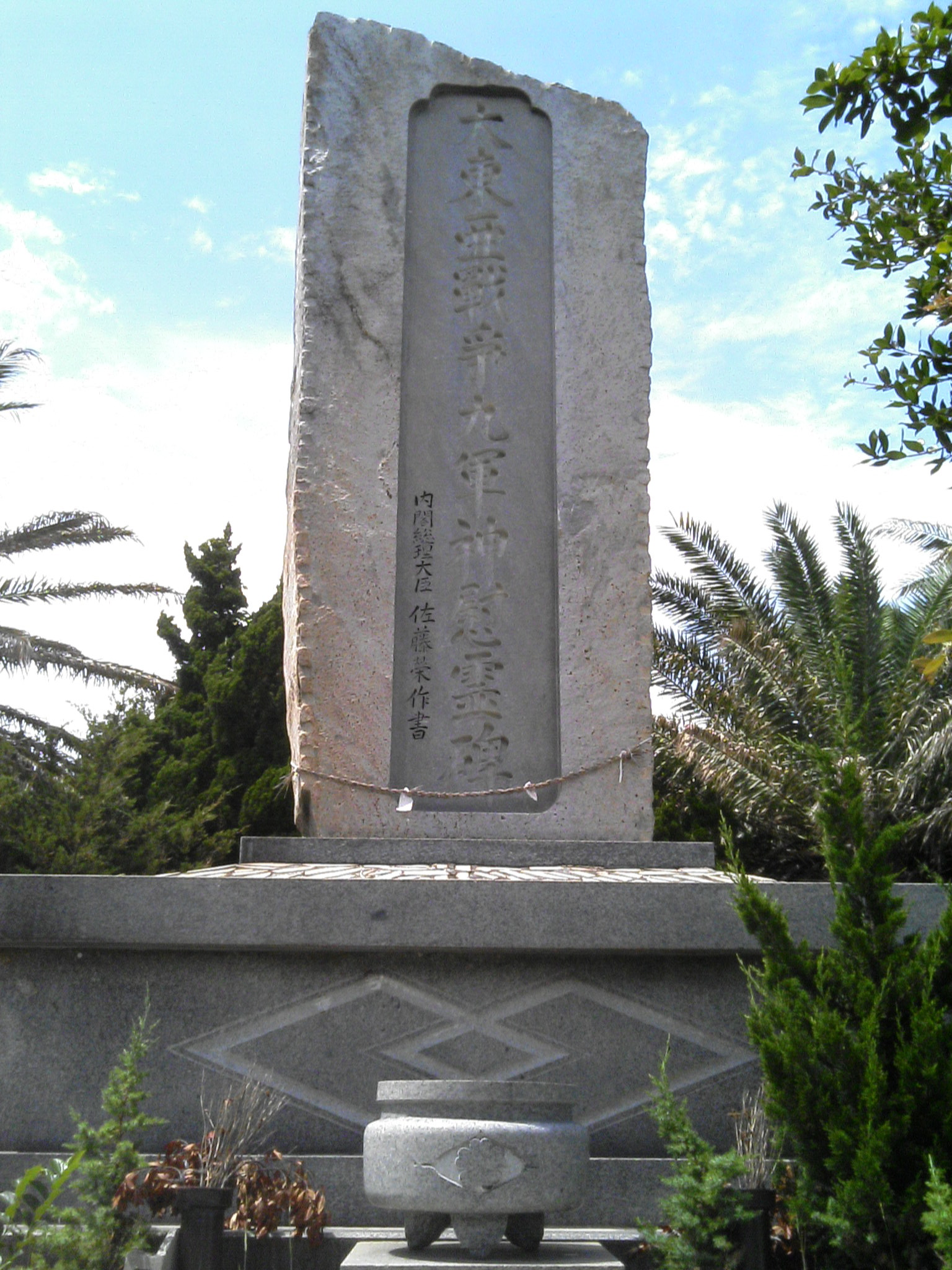
O monumento dos nove heróis da guerra no parque Suka

Uma década após a Restauração Meiji, em março de 1878, o Distrito de Uwa foi dividido nos atuais distritos de Kitauwa, Minamiuwa, Higashiuwa e Nishiuwa (Norte, Sul, Leste e Oeste-Uwa, respectivamente). Ikata foi designada uma vila (村, mura) em 1889, e outros bairros ao longo da península logo seguiram o exemplo, muitos se fundindo para reduzir o número de assentamentos independentes de 26 para 6. 
Mais recentemente, a baía de Mitsukue, em Seto, foi usada pela Marinha japonesa para operações de treinamento submarino que antecedeu a Segunda Guerra Mundial, já que o formato da baía é semelhante ao de Pearl Harbor. Um monumento chamado The Nine War Heroes (九軍神, Kyū gunshin)  fica no Parque Suka, em Mitsukue, como um memorial dedicado aos nove jovens (de 21 a 28 anos) que estavam estacionados na área de Mitsukue para esses exercícios. De acordo com a placa no monumento, os homens eram bastante amigáveis com os habitantes locais, e ainda são contadas histórias sobre eles no bairro até hoje. Os homens morreram em 8 de dezembro de 1941, durante um dos ataques iniciais a Pearl Harbor. 
Em 1955, outra rodada de fusões correspondente à Grande Fusão Shōwa reduziu o número de entidades municipais para 3. 
Em 1977, a Usina Nuclear de Ikata começou a operar como a primeira usina nuclear na ilha de Shikoku. 
Em 1 de abril de 2005, Ikata se fundiu com as cidades vizinhas de Misaki e Seto para criar a nova cidade de Ikata, que se estende pela Península de Sadamisaki. 

### Eventos atuais
- Março de 2014. A atenção nacional se volta para Ikata quando as eleições nas cidades se aproximam. Muitos se perguntam se a Ikata aprovará o reinício de seus geradores de energia nuclear.[5]
- A instalação de muitos novos moinhos de vento em 2006 e 2007 solicitou uma quantidade significativa de reclamações de ruído de moradores próximos.[6]

### Linha do tempo
- Março de 1878 - Reformas de Meiji criam o distrito de Nishiuwa
- 1889 - Ikata é designada uma vila.
- 31 de março de 1955 - As aldeias de Ikata e Machimi se fundem, formando a cidade velha de Ikata
- 30 de setembro de 1977 - O reator nº 1 da usina nuclear de Ikata inicia operação
- 1º de abril de 2005 - As cidades de Misaki e Seto foram fundidas em Ikata para formar a nova e expandida cidade de Ikata.

| até 1 de abril de 1889   | 1 de abril de 1889       | 1955-1956         | 1 de abril de 2005 |
| ------------------------ | ------------------------ | ----------------- | ------------------ |
| Ikata (伊 方 浦)         | Ikata (伊 方 村)         | Ikata (伊 方 町)  | Ikata (伊 方 町)   |
| Kuchō (九 町 浦)         | Machimi (町 見 村)       | Ikata (伊 方 町)  | Ikata (伊 方 町)   |
| Futami (二 見 浦)        | Machimi (町 見 村)       | Ikata (伊 方 町)  | Ikata (伊 方 町)   |
| Ashinaru (足 成 浦)      | Mitsukue (三 机 村)      | Seto (瀬 戸 町)   | Ikata (伊 方 町)   |
| Shionashi (塩 成 浦)     | Mitsukue (三 机 村)      | Seto (瀬 戸 町)   | Ikata (伊 方 町)   |
| Mitsukue (三 机 浦)      | Mitsukue (三 机 村)      | Seto (瀬 戸 町)   | Ikata (伊 方 町)   |
| Ōe (大 江浦)             | Mitsukue (三 机 村)      | Seto (瀬 戸 町)   | Ikata (伊 方 町)   |
| Shitsu (志 津浦)         | Mitsukue (三 机 村)      | Seto (瀬 戸 町)   | Ikata (伊 方 町)   |
| Kojima (小島 浦)         | Mitsukue (三 机 村)      | Seto (瀬 戸 町)   | Ikata (伊 方 町)   |
| Kawanohama (川 之 浜 浦) | Yotsuhama (四 ツ 浜 村)  | Seto (瀬 戸 町)   | Ikata (伊 方 町)   |
| Ōku (大 久 浦)           | Yotsuhama (四 ツ 浜 村)  | Seto (瀬 戸 町)   | Ikata (伊 方 町)   |
| Tabu (田 部 浦)          | Yotsuhama (四 ツ 浜 村)  | Seto (瀬 戸 町)   | Ikata (伊 方 町)   |
| Kōzaki (神 崎 浦)        | Yotsuhama (四 ツ 浜 村)  | Seto (瀬 戸 町)   | Ikata (伊 方 町)   |
| Kamagi (釜 木浦)         | Kanmatsuna (神 松 名 村) | Misaki (三 崎 町) | Ikata (伊 方 町)   |
| Hiraiso (平 磯 浦)       | Kanmatsuna (神 松 名 村) | Misaki (三 崎 町) | Ikata (伊 方 町)   |
| Futanazu (二 名 津浦)    | Kanmatsuna (神 松 名 村) | Misaki (三 崎 町) | Ikata (伊 方 町)   |
| Natori (名 取 浦)        | Kanmatsuna (神 松 名 村) | Misaki (三 崎 町) | Ikata (伊 方 町)   |
| Myōjin (明 神 浦)        | Kanmatsuna (神 松 名 村) | Misaki (三 崎 町) | Ikata (伊 方 町)   |
| Matsu (松浦)             | Kanmatsuna (神 松 名 村) | Misaki (三 崎 町) | Ikata (伊 方 町)   |
| Yobokori (与 侈 浦)      | Misaki (三 崎 村)        | Misaki (三 崎 町) | Ikata (伊 方 町)   |
| Kushi (串 浦)            | Misaki (三 崎 村)        | Misaki (三 崎 町) | Ikata (伊 方 町)   |
| Shōno (正 野 浦)         | Misaki (三 崎 村)        | Misaki (三 崎 町) | Ikata (伊 方 町)   |
| Taka (高 浦)             | Misaki (三 崎 村)        | Misaki (三 崎 町) | Ikata (伊 方 町)   |
| Sada (佐 田 浦)          | Misaki (三 崎 村)        | Misaki (三 崎 町) | Ikata (伊 方 町)   |
| Ōsada (大佐 田 浦)       | Misaki (三 崎 村)        | Misaki (三 崎 町) | Ikata (伊 方 町)   |
| Ino (井野浦)             | Misaki (三 崎 村)        | Misaki (三 崎 町) | Ikata (伊 方 町)   |

## Geografia e clima

Um mapa dos bairros de Ikata

Ikata fica na Península Sadamisaki, a península mais estreita do Japão e o ponto mais ocidental da ilha de Shikoku. A península é extremamente montanhosa, com falésias íngremes e preciosas terras planas utilizáveis. Para combater isso, as baías e lagoas da cidade viram esforços vigorosos de recuperação costeira que datam do início do período Meiji (final de 1800). As encostas das montanhas de Ikata são cobertas por campos mikan com terraços e florestas naturais nas áreas não desenvolvidas.
Os vários bairros de Ikata são encontrados aninhados no sopé das montanhas, conectados apenas por estradas litorâneas sinuosas e por uma única estrada, a Rota 197. O maior dos bairros e o centro administrativo de Ikata é Minatoura, perto do extremo leste da cidade. 
Ikata é cercada por três lados pelo oceano - o Mar Iyo (parte do Mar Interior) ao norte, o Mar Uwa (Oceano Pacífico) ao sul e o Estreito de Hōyo (separando Shikoku de Kyūshū) a oeste. 
O clima em Ikata é quente, com temperatura média durante todo o ano de 16–17 °C (61–63 °F) e 1.500 ml de chuva anual. As partes mais frias do inverno permanecem acima do congelamento (5 °C ou 41 °F em média), com queda de neve apenas uma ou duas vezes por ano. A chuva está concentrada na estação chuvosa em junho e julho e também em setembro.
O comprimento da península dificulta a previsão exata do tempo para a cidade; ao descer a linha Melody, não é incomum encontrá-lo ensolarado entre um conjunto de túneis, chuvoso entre outro e nebuloso entre outro. A posição de Ikata, estendendo-se para o oceano, também o torna alvo frequente de tufões. 

### Cidades e vilas vizinhas
- Yawatahama ao leste
- Ōita, prefeitura de Ōita a oeste, através do estreito de Hōyo

### Dados demográficos
Ikata é uma cidade pequena, com uma população de 10.637 habitantes em 31 de março de 2014. A área total da cidade é 94.37   km 2, tornando a densidade populacional 113 pessoas por km2. No entanto, grande parte da terra na península é bastante montanhosa e não é adequada para o desenvolvimento; a densidade populacional dos assentamentos individuais, espremidos nas pequenas áreas da baía no sopé das montanhas, é muito maior. Extrapolando a partir de dados baseados na pesquisa de terras mais recente,  apenas 3,21% das terras da cidade são habitadas; isso coloca a densidade populacional em 3.510 pessoas/km². 
Como grande parte do Japão rural, Ikata enfrenta um rápido declínio e envelhecimento da população. Segundo o site da Ikata, aproximadamente 40% da população da cidade tem 65 anos ou mais.  Além disso, muitas escolas de ensino fundamental e médio foram fechadas desde a década de 1970. Os que restam têm populações estudantis muito pequenas. Por exemplo, a Ikata Elementary School é a maior escola primária de Ikata; havia 303 estudantes em 1987, 162 em 2006 e 128 em 2014; A escola primária de Toyonoura era a menor escola da velha Ikata; tinha 51 estudantes em 1987 e apenas 14 em 2007.  antes de fechar em 2010. Atualmente, a Futami Elementary é a menor escola primária de Ikata, com 21 alunos. No entanto, existem planos para fechar a escola no final do ano fiscal atual (abril de 2015). 
Essa questão populacional foi uma parte significativa do ímpeto da recente fusão da Velha Ikata com Seto e Misaki. Embora a antiga Ikata seja geograficamente mais acessível e usufrua dos benefícios econômicos da usina nuclear de Ikata, Seto e Misaki experimentaram um envelhecimento e um declínio ainda mais severos de suas populações. Em 2000, a população em idade ativa de Seto caiu abaixo de 50% de seu total.
Etnicamente, Ikata é extremamente homogênea, com apenas um punhado de residentes não japoneses, a maioria dos quais são trabalhadores temporários da China ou educadores de inglês no Programa JET. 

## Transporte e passeios turísticos

### História
Devido ao comprimento e ao terreno montanhoso de Ikata, o serviço regular de ônibus não chegou à ponta da península até a década de 1960. Até então, o único transporte público disponível eram balsas locais que ligavam as baías de cada bairro. Em 1963, a Rota 197 original foi concluída. Ele segue a costa e, portanto, é extremamente sinuoso e estreito, com muito pouco espaço para os carros passarem. Atravessar a península por esse caminho leva horas e pode ser bastante estressante; isso valeu a ira dos habitantes locais, que criaram um apelido depreciativo que é um trocadilho com o nome real: "the Don't-go-there Terrible Road" (イクナ酷道, i-ku-na kokudō, where i-ku-na is an alternate pronunciation of "197", literally meaning "don't go").

### Dia moderno

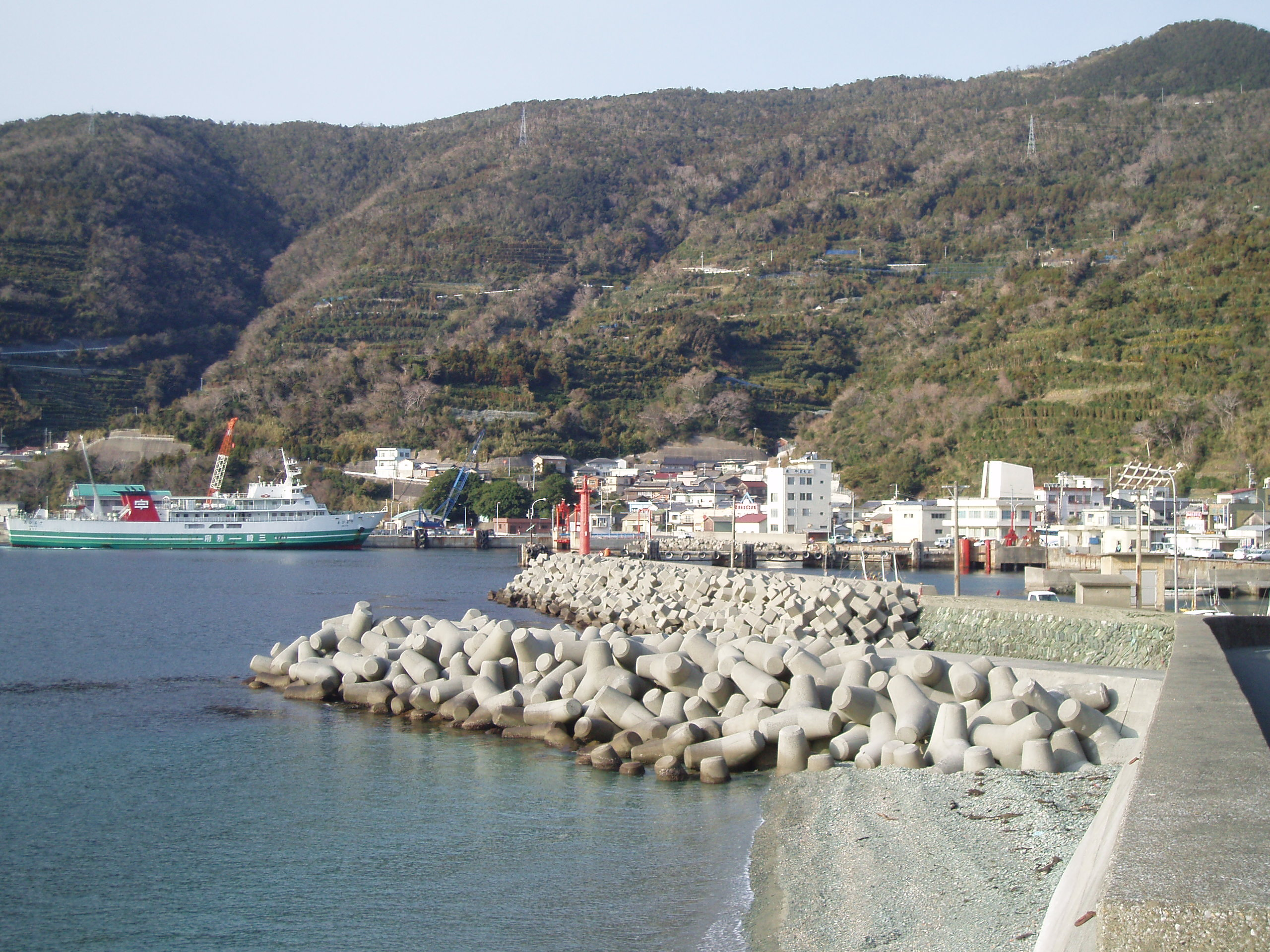
Uma balsa de Saganoseki entra no porto de Misaki

A parte de Ikata da nova Rota 197 foi concluída em 1987 e é o coração do transporte na moderna Ikata, carinhosamente apelidada de "Melody Line". Ao contrário das estradas antigas, a Melody Line possui duas faixas cheias e corre relativamente reta na península. Sentados no alto das montanhas, os motoristas podem desfrutar de vistas do Oceano Pacífico e do Mar Interior. A rota termina em Misaki e continua até Kyūshū por balsas que conectam o porto de Misaki a Saganoseki (Ōita, Ōita) e Beppu, Ōita. 
A Linha Melody é uma melhoria tão grande nas estradas antigas que se tornou uma atração turística significativa em Ehime, com muitos turistas chegando a ver as flores de cerejeira na primavera. Juntamente com a Rota 378 da cidade à beira-mar de Iyo, a Melody Line faz uma das rotas turísticas recomendadas pela prefeitura  e um dos "100 Hidden Treasures of Japan" (日本の秘境100選, nihon no hikyō hyaku-sen) da JTB.
O serviço de ônibus da Iyo Railway sobe e desce a península, de e para Yawatahama, e oferece ônibus expressos de Misaki para Matsuyama. No entanto, os ônibus circulam com pouca frequência e, devido ao comprimento da península e à natureza dispersa dos bairros da cidade, as viagens de ônibus permanecem mais caras e menos convenientes do que nas áreas mais densas. Alguns ônibus de turismo também atravessam o estreito de Kyūshū de balsa. 
Não há trens em Ikata. A estação mais próxima é a estação JR Yawatahama na linha Yosan. 

### Pontos de interesse

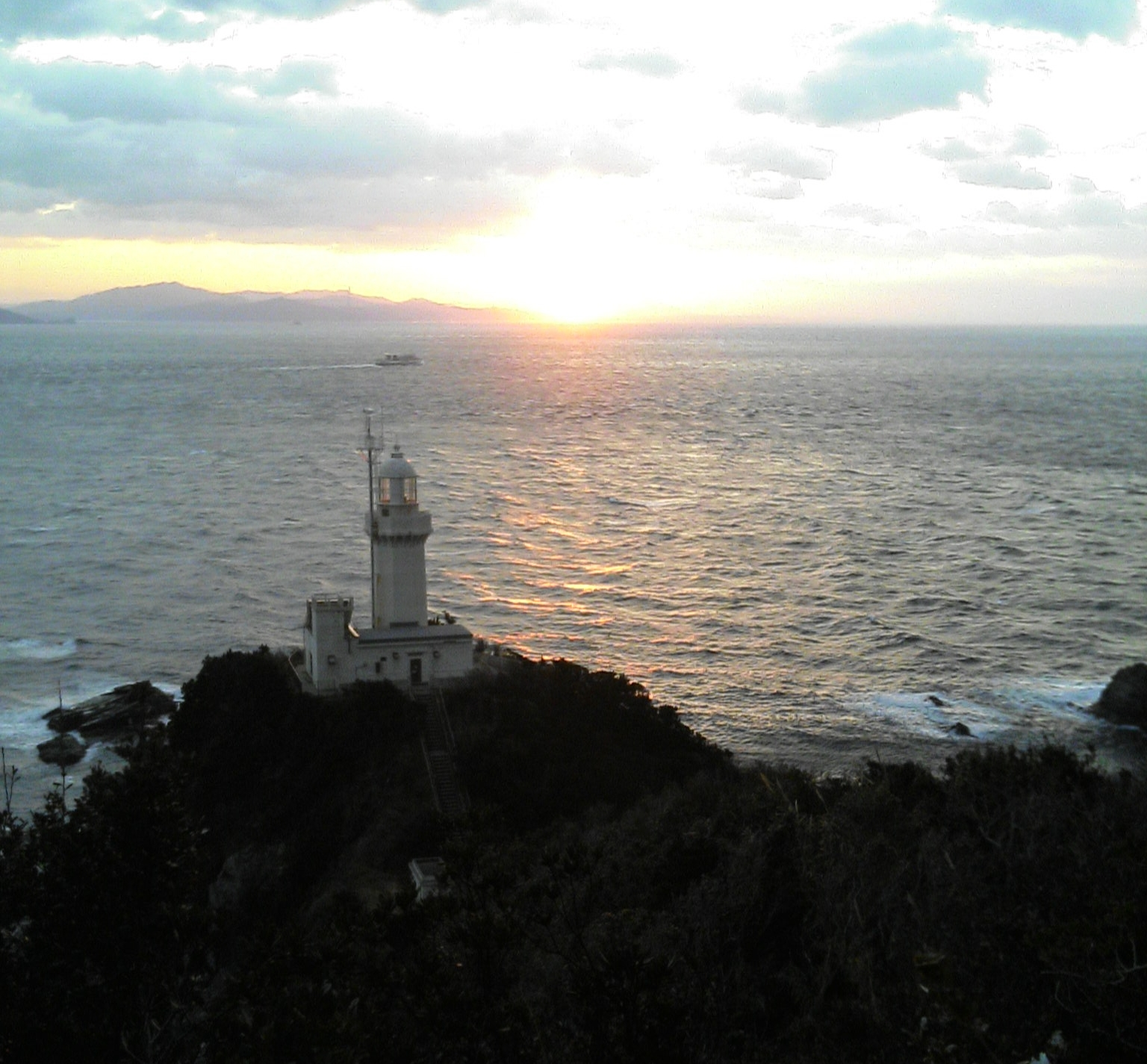
Farol de Sadamisaki ao pôr do sol

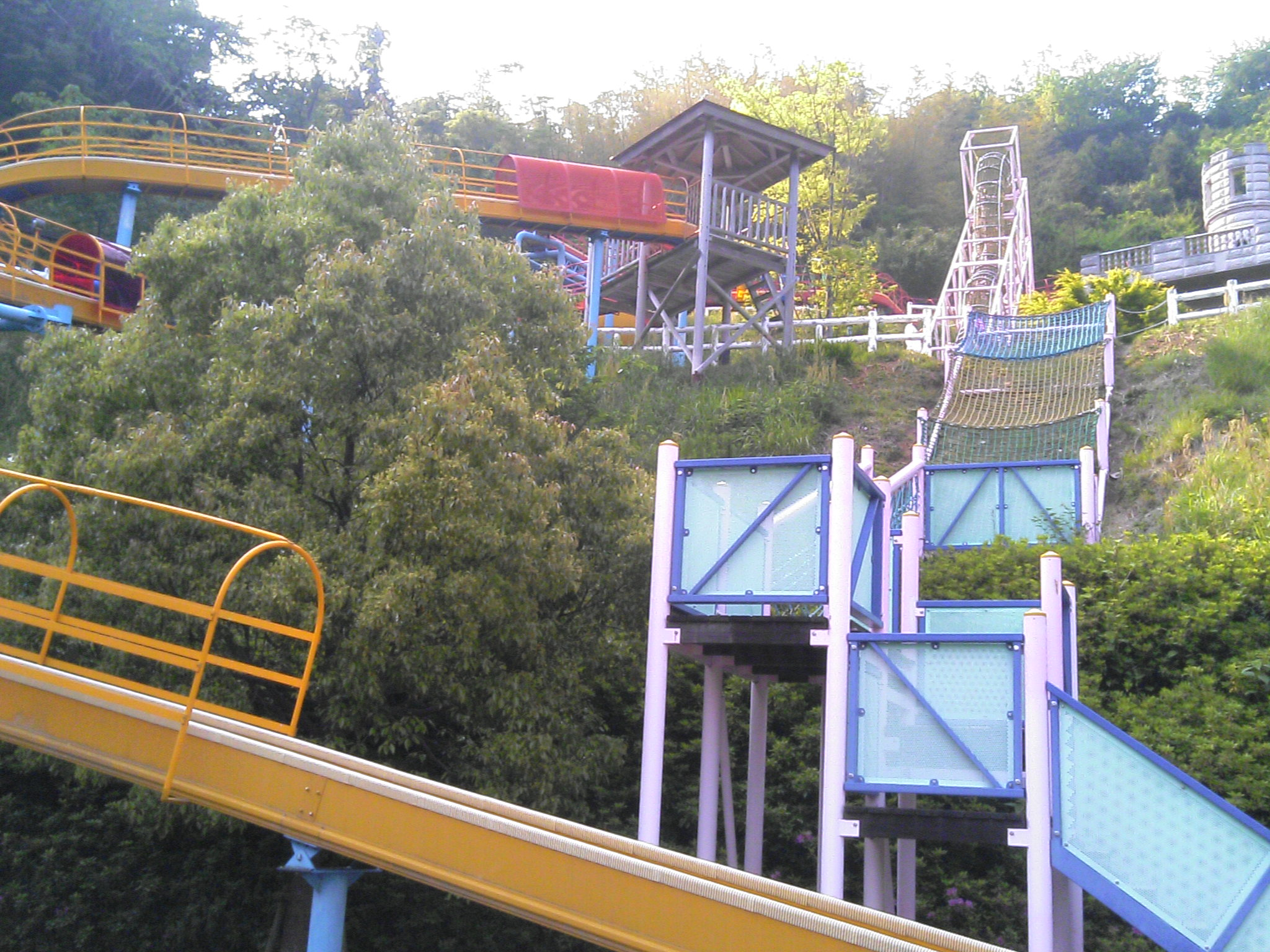
Adventure Hill em Red Wing Park

Farol de Sadamisaki
Este farol fica na ponta da península, com vista para o estreito de Hōyo. Em dias claros, você pode ver através de Kyūshū. Quase dois quilômetros de trilhas para caminhadas e plataformas de observação fazem parte do Parque Nacional de Setonaikai. 
Seto Wind Hill Park
Localizado no topo de uma montanha no Parque da Montanha Gongen, o Seto Wind Hill Park está localizado no centro da península e é gratuito e aberto ao público. Nele, você pode ver dezenas de moinhos de vento de 29,5 metros e 4,3 toneladas de Ikata e chegar perto de 11 deles. Uma asa real de um dos moinhos de vento está em exibição no parque para que os visitantes possam ter uma idéia melhor do tamanho real. Bancos e plataformas de observação pontilham o parque e Haikus, sobre os moinhos de vento, enviados para o Festival do Moinho de Ikata, estão em exibição o ano todo.
Banheiros públicos estão disponíveis e alimentados por energia solar.
Casa de visitantes de Ikata
Este museu de ciências prático ensina tudo sobre energia nuclear com belas exibições interativas e atividades divertidas para todas as idades. O edifício está conectado ao Kirara-kan.
Kirara-kan
Inaugurado em 1994, o Kirara-kan abriga um aquário e vende lembranças e produtos agrícolas locais. Existem também várias exposições em exibição, como uma exibição de Ikata Toji (Brew Master) e uma exibição de Relações Internacionais com itens em exibição na cidade irmã de Ikata, Red Wing. Colares e pingentes usando pérolas colhidas do Mar de Uwa ao sul também estão à venda.
O segundo andar é um museu folclórico com barco de pesca em miniatura e outras ferramentas e itens de importância cultural para Ikata em exibição durante todo o ano.
O terceiro andar é uma área de descanso que oferece uma vista panorâmica da península. Kirara-kan está conectado à Casa de Visitantes Ikata.
Red Wing Park
Este parque foi construído para comemorar a união oficial de Ikata à sua cidade irmã, Red Wing, Minnesota, após o qual recebeu o nome. Digno de nota é o monumento de aço inoxidável de 21 metros localizado na entrada do parque, uma irmã gêmea daquela em Bay Point Park, Red Wing. Sob o monumento, há uma placa comemorativa de pedra com as assinaturas de cada prefeito da época. É o lar de Adventure Hill - um playground cheio de redes de escalada, escorregadores e outros equipamentos infantis. O parque é gratuito e aberto ao público.
Quadras de tênis e um campo de cascalho estão disponíveis nas áreas comunitárias, ao lado do parque. As reservas para uso são feitas na prefeitura.  
Kamegaike Onsen 
Uma instalação de banhos termais e um parque foram abertos ao público em agosto de 2007. A água termal é proveniente de um poço a uma profundidade de 1.500 metros. O banho é dividido em duas grandes áreas de banho "Misaki" e "Toji", que são apenas masculinas ou femininas. Qual área é designada como masculina e qual é designada como feminina alterna semanalmente. O Onsen é adequado para cadeiras de rodas e oferece opções de banho para atender todas as necessidades. Uma loja de produtos locais e um restaurante estão localizados no onsen. Pernoites não estão disponíveis.
| Era                             | Taxa de entrada |
| ------------------------------- | --------------- |
| Adultos                         | 600 ienes       |
| Crianças (3 anos - Fundamental) | 300 ienes       |
| 65 e mais velhos                | 500 ienes       |

O transporte público está disponível diariamente. Uma parada de ônibus está localizada diretamente em frente à entrada. O estacionamento é gratuito.
Segundo a lenda, um caranguejo gigante vive na lagoa Kamegaike adjacente.

### Estações na estrada
Ikata tem duas estações na estrada ao longo da Rota 197. Estas são paradas para descanso nas rodovias que oferecem lanches, informações sobre viagens, instalações de lazer e produtos locais à venda.
Ikata Kirara-kan
Apresenta um aquário, uma exposição que narra as relações de Ikata com sua cidade irmã americana, Red Wing, Minnesota, e um pequeno museu de artefatos históricos de Old Ikata. Anexado à casa de visitantes de Ikata.
Seto Agriculture Park
A Gelateria DanDan oferece aos viajantes sabores exclusivos de sorvete e sorvete, como saquê, batata kintarō, gergelim preto e muito mais. Uma árvore de Natal decorada com cascas de laranja mikan, um monumento ao explorador de Ikata Hyōichi Kōno e o Windmill Restaurant também podem ser encontrados aqui.

## Cultura

### Etimologia do nome
A origem do nome Ikata não é clara e existem várias teorias concorrentes.
- Pode ter vindo de iekata (家方)  ou iokata (庵方) , significando "um lugar com pequenas casas ou barracos". [14]
- Ika pode ser encontrada nos nomes de lugares cercados por montanhas ou localizados no sopé; ta pode significar "terra". Ikata poderia, portanto, ser "um lugar pelas montanhas".
- Na língua Ainu, ika significa "atravessar as montanhas e atravessar a terra". No entanto, acredita-se que os Ainu tenham tido pouca influência até o sul de Shikoku.

### Comida
Ikata é conhecida por seus mikans e suco de mikan. Mais de 20 variedades diferentes de mikan são cultivadas em Ikata. A antiga Ikata também tem uma tradição muito antiga de saquê que remonta ao período Edo, com vários mestres cervejeiros tōji na área local. Existe até um museu dedicado ao Ikata Tōji.
A área de Seto produz vegetais como a batata kintarō roxa e também pega sardinhas de bebê chamadas chirimen (ちりめん). Misaki tem uma forte tradição pesqueira, produzindo muita carapau (鯵, aji)  e cavalinha (鯖, saba). Quatro produtos da Misaki Fishing Co-op fazem parte do Ehime "With Love" (『愛』ある, "Ai" aru) marca:  Carapau, cavala, rabo de cavalo (太刀魚, tachiuo)  e abalone (鮑, awabi). 
Uma especialidade da cozinha Ikata é o jakoten (じゃこ天) , um empadão frito com tempura de carne e legumes prensados de peixe branco. Outras variações incluem jakokatsu (じゃこカツ) , que é o mesmo, mas frito e empanado como tonkatsu e jako-croquette (じゃこコロッケ, jako-korokke) que é preparado como um croquete. 

### Língua
Os moradores de Ikata falam o dialeto Iyo do japonês, que é similar em muitos aspectos ao dialeto Hiroshima. Uma característica particular da região de Nanyo (sul de Ehime) é o uso da partícula final da sentença ga (が) como substituto da não (の) em alguns contextos. Por exemplo, Nani shiteru não? (？ し て る の？ "O que você está fazendo?" Em japonês padrão) se torna Nani shiyoru ga? (何 し よ る が？) no dialeto Iyo.
A maior celebração da cidade de Ikata no final do verão, o Kinahaiya Ikata Festival, é outro exemplo do dialeto Iyo - kinahai ya (来 な は い い) significa literalmente "venha" (kinasai yo来 な い よ em japonês padrão). 

### Festivais e eventos
Ikata tem uma grande variedade de festivais e atrações o ano todo.

#### Fevereiro
- Misaki Oise Dance (お伊勢踊り, Oise-odori)

Homens e mulheres de unlucky ages (厄年, yakudoshi, 25, 42, and 61 for men; 19, 33, and 37 for women)  recebem as bênçãos dos padres budistas locais na forma de um conjunto de danças cerimoniais. Depois, enfeites decorativos sortudos e saquê grátis são oferecidos à multidão.

#### Abril
A eleição mais recente para o prefeito ocorreu em 13 de abril de 2014, onde Yamashita assumiu o cargo para seu terceiro mandato como prefeito. 85,33% do total de 9.190 eleitores elegíveis estão votando. Yamashita conquistou um total de 3.266 eleitores, enquanto um certo Sr. Yoshihisa Hatanaka (veja acima) ficou em segundo lugar com um total de 2.399 votos. Um residente não-Ikata do Partido "Gente que não precisa de armas nucleares" (managed 発 い ら な い 々) conseguiu ganhar pouco mais de 1% do eleitorado com 104 votos. 
- Moo Moo Festival (もぉ〜モォ〜フェスティバル)

Realizada em Keto Highland de Seto no topo do Monte. Miharashi, o principal evento deste festival, é um churrasco ao ar livre com carne bovina produzida localmente.
Maio
- Gathering of the Sea (海のつどい, Umi no tsudoi) Seto Gathering of the Sea (海のつどい, Umi no tsudoi)
- Fishing Festival (豊漁祭, Hōryōsai) Misaki

Junho
- Kirara Festival (きららまつり, Kirara-matsuri)

#### Julho
- Chirimen Festival (ちりめん祭り, Chirimen-matsuri)

#### Agosto
- Kinahaiya Ikata Festival (きなはいや伊方まつり, Kinahaiya Ikata-matsuri)

Este é o maior festival de verão de Ikata. As atrações incluem competições de cinema e dança, uma performance de taiko, sumô infantil e captura de peixes com as mãos nuas, todos concluídos com uma queima de fogos à noite.
- Seto Bridal Festival (花嫁まつり, Hanayome-matsuri)

Mulheres solteiras locais fazem um desfile de moda, seguido de fogos de artifício à noite. Um churrasco ao ar livre e disputas de peixe com as mãos nuas são realizadas no Suka Park, nas proximidades.

#### Setembro
- Coleção Shan Shan Dance (しゃんしゃん踊り, Shanshan-odori)

Todo mês de setembro, um punhado de homens e mulheres locais se reúne ao longo da praia de Ōku para cantar e executar essa dança, com o objetivo de aplacar o espírito morto de uma mulher que se diz ter sido lavada em terra em Ōku há muito, muito tempo.

#### Outubro
- Autumn Festival (秋祭り, aki-matsuri)

Cada região principal de Ikata realiza seu próprio Festival de Outono separado. Misaki's é talvez o mais espetacular dos três. A principal atração é a batalha entre o Ox Demon (牛鬼, ushioni) e os Four Drums (四ツ太鼓, yotsudaiko) 4 metros de altura , que são dois carros alegóricos de mikoshi cerimoniais transportados pelos jovens homens e mulheres locais. Os participantes competem puxando repetidamente os carros alegóricos ao longo de um andaime gigante de 10 metros e depois tentando largá-los em cima do outro.
Três divindades e demônios importantes aparecem na maioria dos festivais de outono de Ikata.
1. Ox Demon (牛鬼, Ushi Oni)
A tradição do Demônio do Boi e dos festivais em Ikata remonta ao meio do Japão Edo (1800). Dizem que o Demônio do Boi e as vozes dos homens gritando おしょにん、エン、エン、エーン (Oshonin, en, en, e~n)  afasta os maus espíritos dos Portable Shrines (神輿｜Mikoshi) enquanto  pelo centro da cidade.
2. Guardian Lion (唐獅子, Karashishi)
O Karashishi é encontrado mais notavelmente no Japão, na entrada dos santuários xintoístas e é usado para afastar os maus espíritos ou dar boas-vindas aos bons. A dança Karashishi em Ikata envolve duas pessoas dançando sob uma única fantasia de leão guardião ao ritmo do tambor de um menino. Os artistas de Ikata são especialmente conhecidos em toda a prefeitura por sua dedicação à dança.
3. Five Deer (五ツ鹿, Itsu Shika)
Embora as origens da dança dos cinco cervos sejam desconhecidas, diz-se que suas tradições foram trazidas de Uwajima durante o período [Kanei] (寛永). (1624-1644) Especialmente popular na época, muitos acreditam que ele apareceu pela primeira vez em Ikata na época Kawanagata-ura (川 永田 浦).

### Folclore

#### Os ratos de Kuroshima
Existem duas pequenas ilhas desabitadas no mar de Uwa, perto de Yawatahama, que pertencem a Ikata: Kuroshima e Karasushima. Uma lenda escrita no texto do século XIII A Collection of Things Heard, Ancient and Modern (古今著聞集, Kokon chomon shū) conta a seguinte história:
| “ | Na era Antei (1227–1229), na área de Yano, na província de Iyo, havia uma ilha chamada Kuroshima. Era cerca de um ri (4 km) do assentamento mais próximo. Na ilha, morava um pescador conhecido como Daiku de Katsurahazama (considerado o dia moderno Honai). Uma noite, ele estava andando por aí procurando um bom lugar para arrumar as redes quando viu que os pontos com peixes pareciam brilhar na escuridão da noite. Em todas as margens da ilha, a luz brilhava tanto que ele alegremente estendeu as redes, apenas para descobrir que não havia peixe. Em vez disso, o que ele encontrou foram inúmeros ratos. Depois que ele os puxou para a praia, os ratos fugiram, desaparecendo na escuridão. O pescador ficou atordoado. Quão estranho isso foi! A ilha ficou cheia de ratos, que comeram todas as colheitas e tornaram a terra infértil até hoje. Embora os ratos possam, é claro, ser encontrados em terra, que coisa estranha é que eles estariam no fundo do mar! | ” |

#### O caranguejo gigante de Kamegaike
A lenda local fala de um caranguejo gigante, com oito tatames em tamanho, que vive no lago Kamegaike, no bairro de Futami, em Old Ikata.
| “ | Há muito tempo, um grande caranguejo vivia no lago Kuchō. O caranguejo ficava cada vez maior a cada dia, até atingir oito tatames e era incapaz de nadar confortavelmente em sua lagoa. Procurando um novo lar, foi para o Lago Kamegaike no próximo bairro. Em Kamegaike Pond, vivia uma kappa, que achava que sua casa era muito grande, então trocou alegremente com o caranguejo. Assim, o caranguejo encontrou uma casa nova e maior e nadou feliz. Infelizmente, seu nado fez com que a lagoa transbordasse quase todos os dias, e as ondas frequentemente afundavam os barcos dos fazendeiros próximos. Os fazendeiros perturbados oraram aos deuses para que o caranguejo fosse selado no fundo do lago. Até hoje, todos os anos, no outono, a população local realiza um festival em que um carro alegórico cerimonial de boi-demônio (牛鬼, ushioni) é transportado pelo lago para manter o caranguejo selado em suas profundezas. | ” |

## Indústria
As principais indústrias de Ikata são agricultura (principalmente frutas cítricas, como mikans), pesca e energia elétrica. Ikata produz uma fração substancial da eletricidade de Shikoku. Existem dois métodos principais de produção de energia atualmente em uso. 

### Força do vento

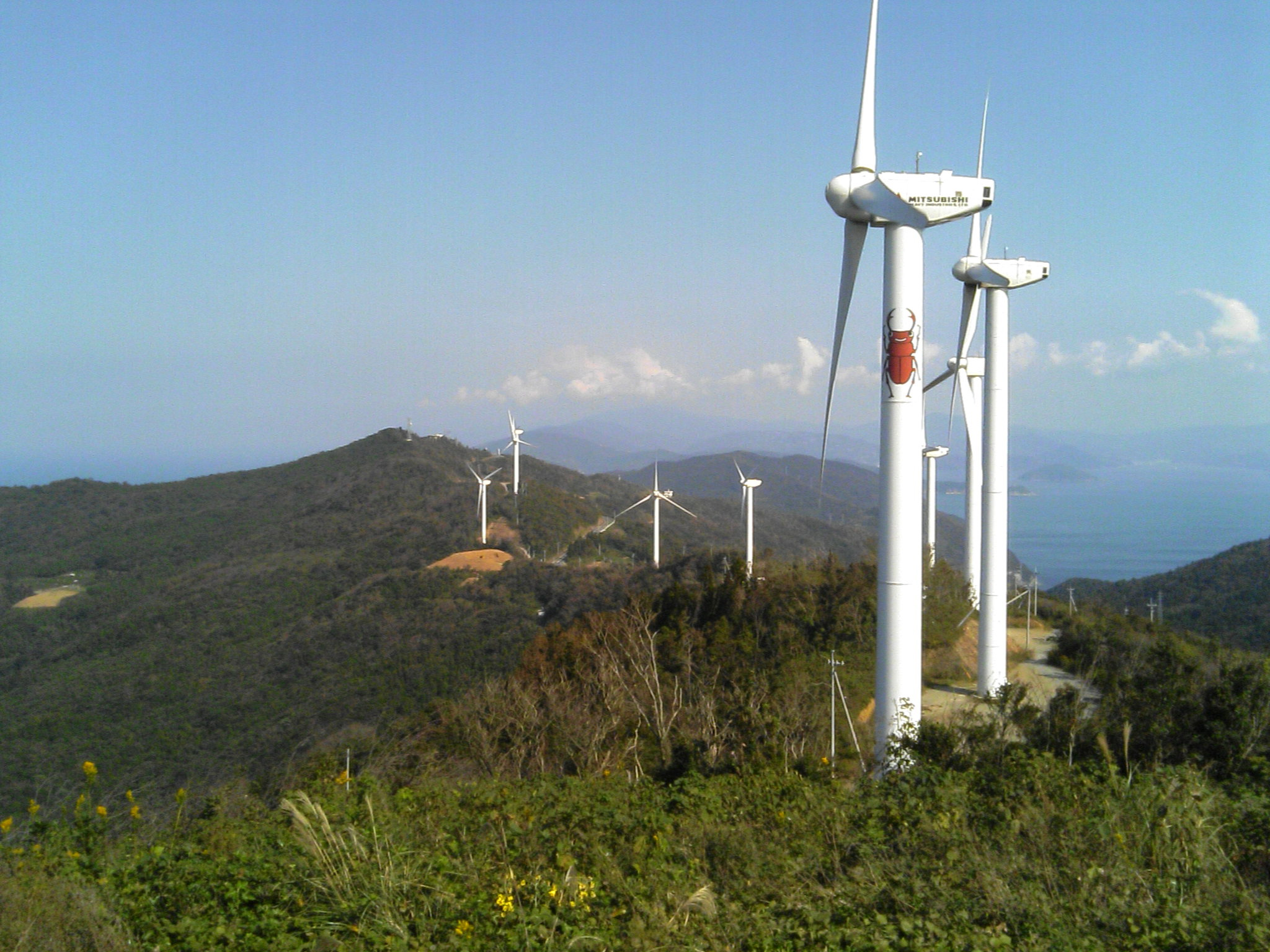
Moinhos de vento no Seto Wind Hill Park

A antiga cidade de Seto instalou onze geradores eólicos Mitsubishi MWT-1000 em janeiro de 2002. O Ikata Velho instalou dois Vestas V52-850  geradores de kW em março de 2005. Juntos, eles têm uma produção anual de energia esperada de 34.700 MWh. 
A Ikata está investindo pesadamente em infraestrutura de energia eólica, com 45 torres adicionais atualmente em construção. A cidade planeja ter um total de 60 geradores nos próximos anos.

### Poder nuclear

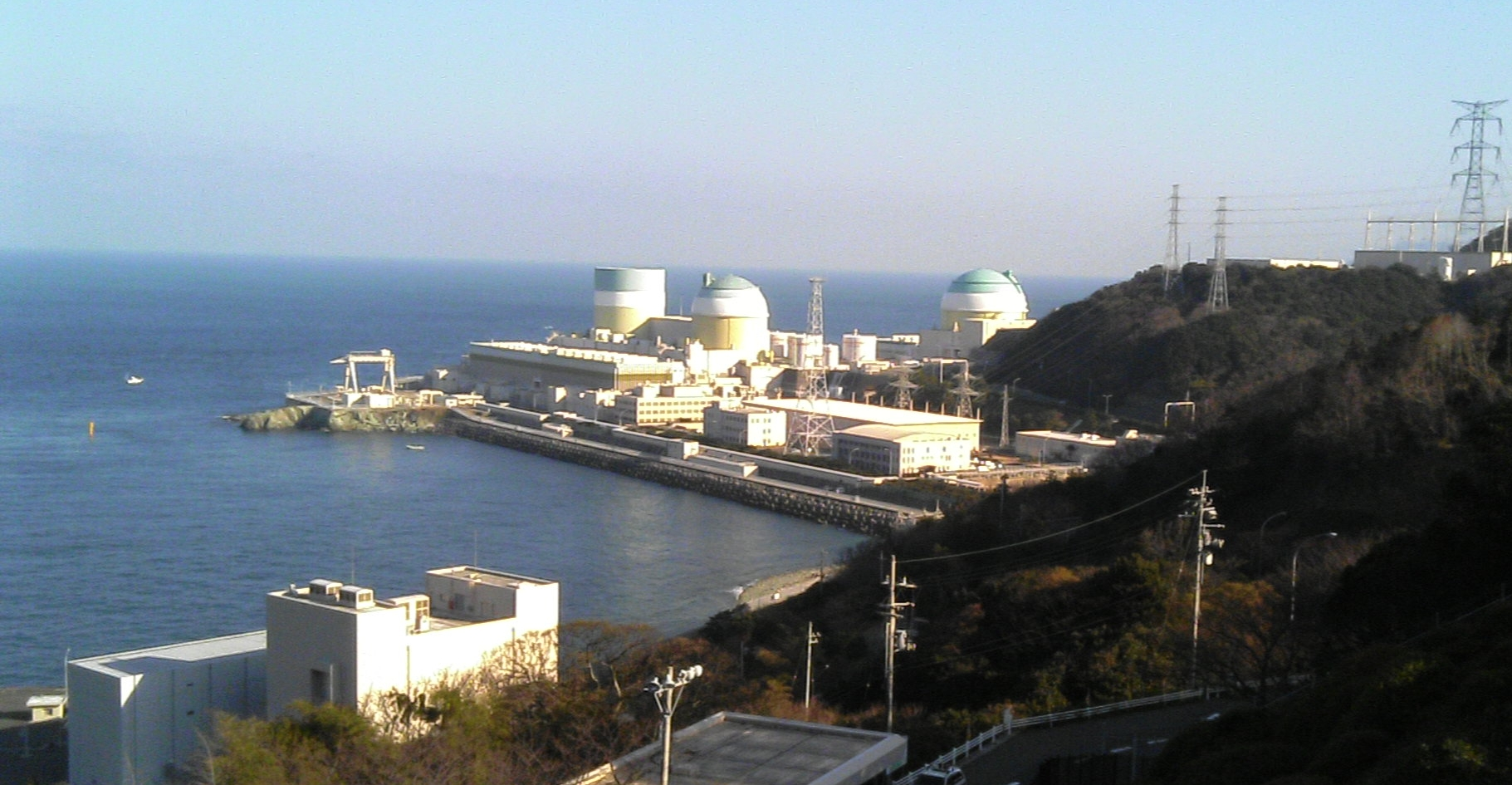
Usina Nuclear de Ikata

Ikata é o local da única usina nuclear de Shikoku. A Usina Nuclear de Ikata possui duas unidades de Reator de Água Pressurizada Mitsubishi 538 MWe com o design de Loop de Líquido Refrigerante de Dois Reatores (semelhante ao projeto Westinghouse original nas usinas de Prairie Island, Kewaunee e Point Beach) e uma unidade de Reator de Água Pressurizada Mitsubishi com o Reator de Três Projeto do circuito de refrigeração (semelhante às plantas Westinghouse Surry, North Anna e Robinson). As unidades 1 e 2 foram iniciadas em 30 de setembro de 1977 e 19 de março de 1981, respectivamente. A unidade 3 é uma PWR de três laços classificada em 846 MWe, iniciada em 15 de dezembro de 1994. 
O dia 1º de abril de 2007 marcou um marco para a fábrica de Ikata, pois atingiu um total de 300 milhões de quilowatts-hora de energia gerada desde o início das operações em 1977.
A usina de Ikata foi referenciada no filme Godzilla vs. Destoroyah. Godzilla tenta atacar a usina, mas encontra resistência da arma "Super-X III" da Força de Defesa Pessoal. 

## Intercâmbio internacional e cidades irmãs

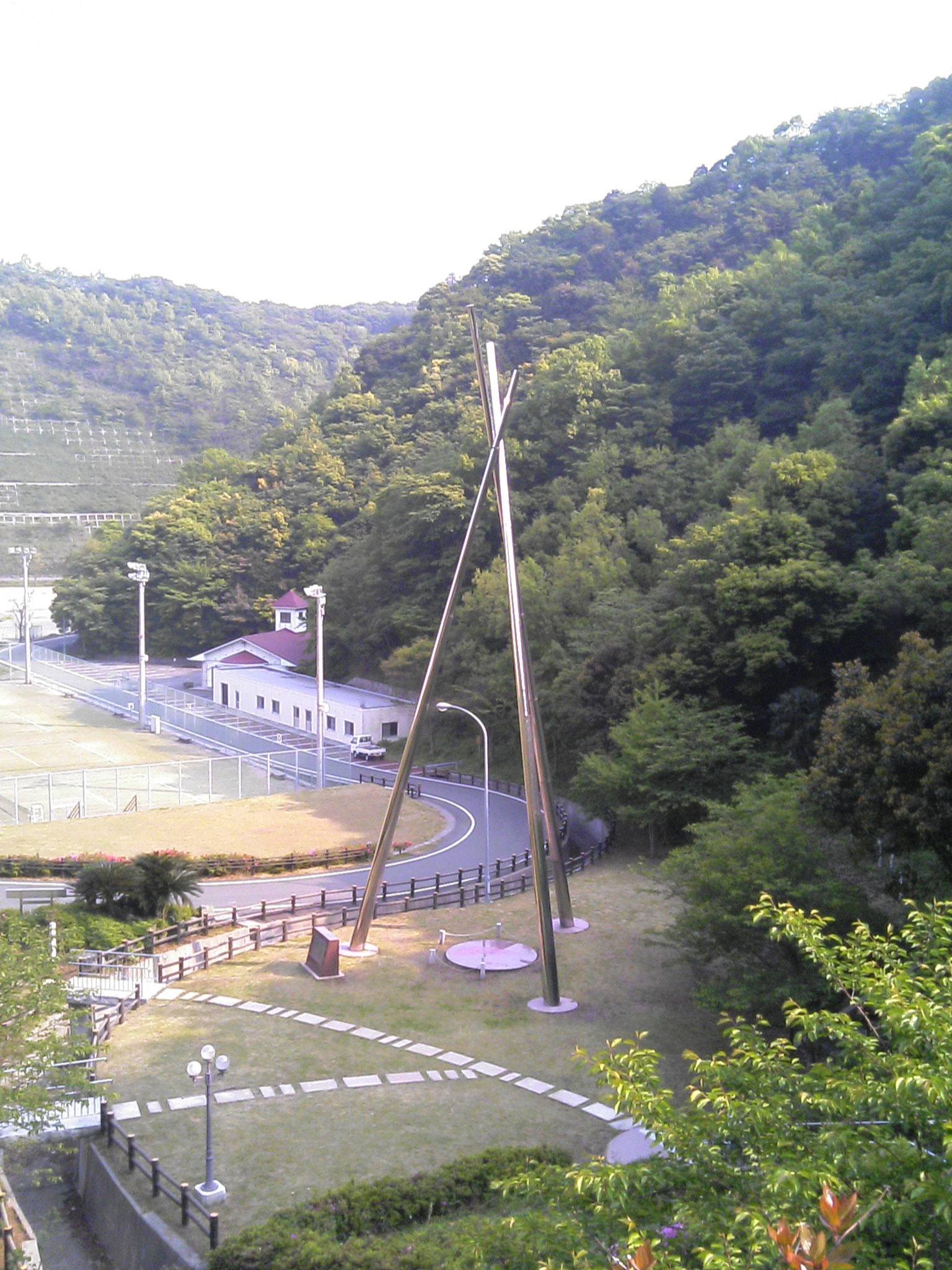
Estátua da tenda no Red Wing Park, representando os nativos americanos da asa vermelha

As relações com a única cidade irmã no exterior de Ikata, Red Wing, Minnesota, EUA, começaram originalmente como uma troca de conhecimentos e habilidades técnicas entre engenheiros da Usina Nuclear de Ikata e da Usina Prairie Island de Red Wing. As duas cidades se tornaram cidades irmãs oficiais em agosto de 1995. 
Desde então, Ikata se esforçou muito para expandir os horizontes de seus residentes através do ensino da língua inglesa por meio do Programa JET e de um intercâmbio anual anual de estudantes com a Red Wing. A partir de 1995, os alunos do ensino médio de Ikata viajam quase anualmente para Red Wing para estadias em casa de uma a duas semanas, e os alunos do Red Wing também vêm a Ikata para aprender sobre a vida no Japão rural.
O ensino médio de Ikata, Misaki High School, mantém um programa de intercâmbio com a Austrália.
Ikata tem duas cidades irmãs, ambas com usinas nucleares: 
- Tomari, Hokkaidō, Japão, desde fevereiro de 1998
- Red Wing, Minnesota, Estados Unidos, desde agosto de 1995

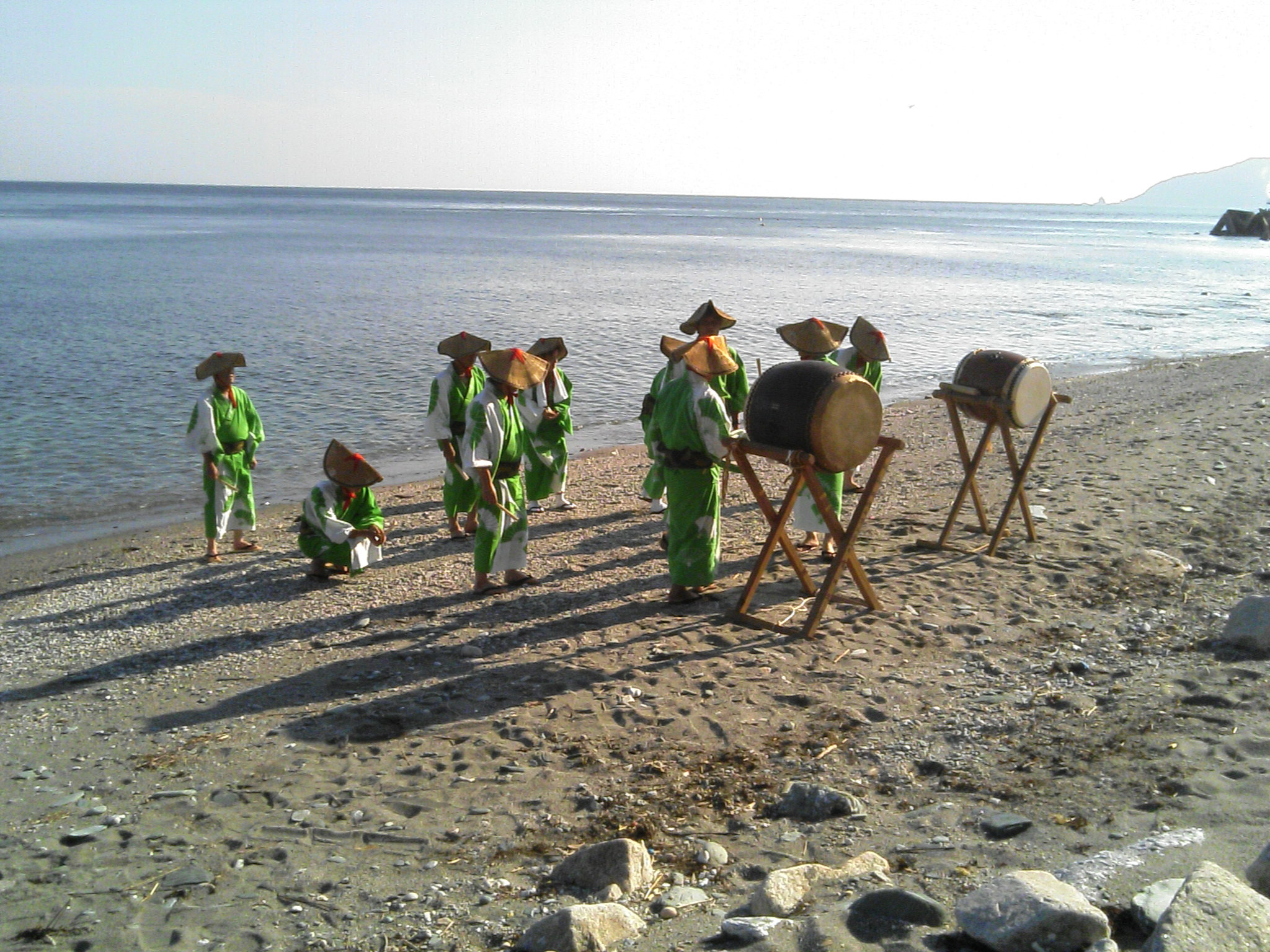
A dança Shan Shan no bairro Ōku de Seto

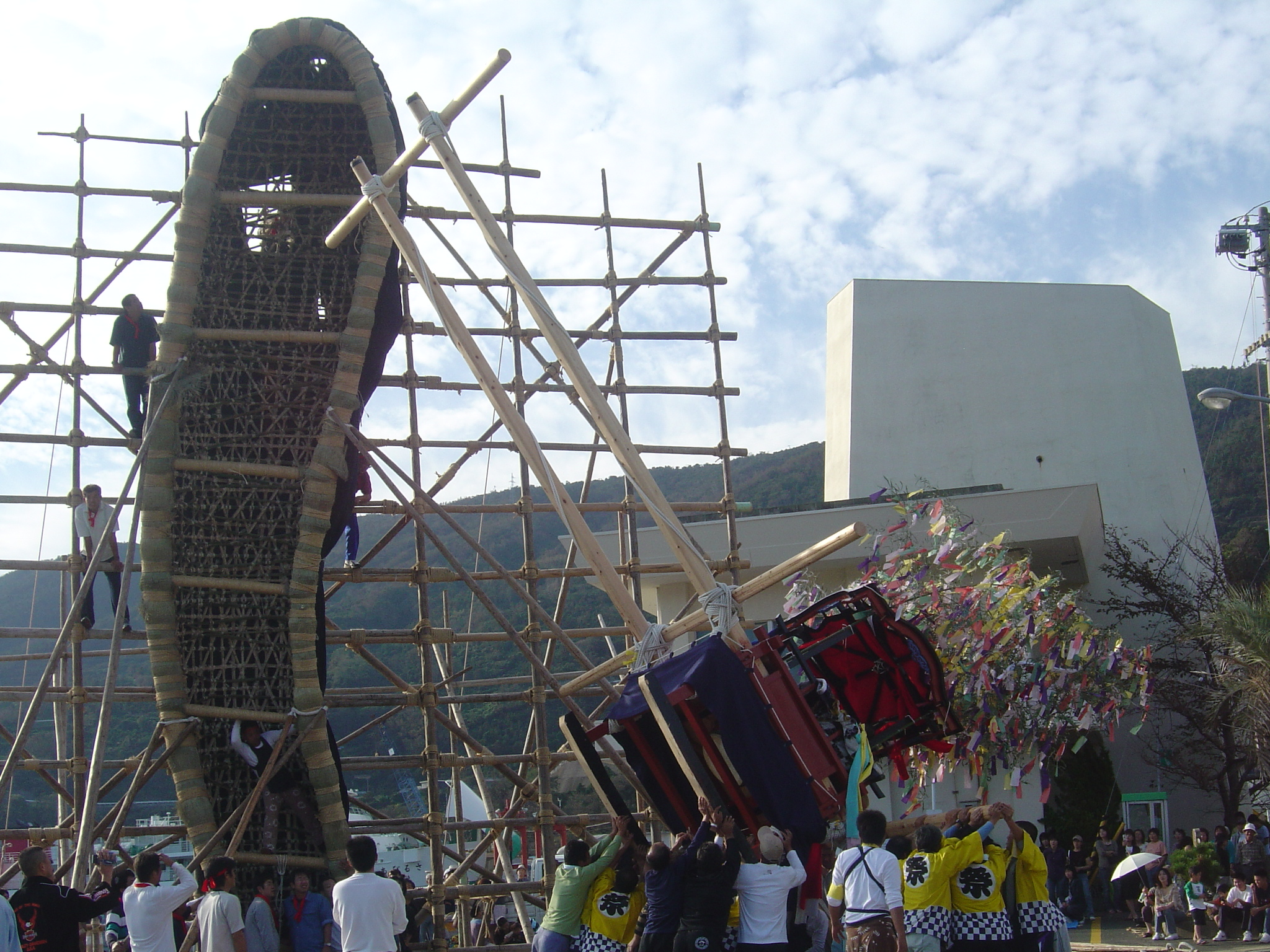
Ox Demon vs. Quatro tambores no festival de outono de Misaki

## Política
Ikata experimentou uma turbulência política significativa que antecedeu e imediatamente após a fusão de 1 de abril de 2005 com Seto e Misaki.
Para começar, vários planos potenciais de fusão foram apresentados, um dos quais para todas as cidades contíguas do distrito de Nishiuwa (Misaki, Seto, Old Ikata e Honai) a serem fundidas. No entanto, quando Honai anunciou que se fundiria com a cidade vizinha de Yawatahama, pesquisas indicaram que os residentes de Misaki ainda preferiam se unir a Honai e Yawatahama, em vez de Seto e Old Ikata, apesar de serem descontentes (uma fusão Misaki-Honai-Yawatahama faça de Misaki um exclave). Em última análise, isso foi considerado impraticável, e a fusão Misaki-Seto-Ikata foi aprovada com algumas queixas sobre o nome da nova cidade.
Uma vez que a fusão foi decidida, sugestões para o nome da nova cidade foram solicitadas aos moradores. Apesar das muitas outras sugestões razoáveis  e da aparente injustiça em relação a Seto e Misaki, o "novo" nome foi escolhido como "Ikata". 
Após a fusão, foi realizada uma corrida acirrada pelo prefeito, com 11 membros da campanha de Kiyoyoshi Nakamoto presos por fraude eleitoral. O desafiante Yoshihisa Hatanaka venceu, apenas para ser preso em fevereiro de 2006 por corrupção relacionada a contratos de construção do governo. Ele renunciou logo em seguida. 
Uma segunda corrida foi realizada em abril de 2006, com Kazuhiko Yamashita derrotando o rival Kiyohiko Takakado por apenas 90 votos. A participação dos eleitores foi de 87,43%.
Houve e continua a haver resistência política entre alguns moradores de Ikata à usina nuclear.
A eleição mais recente para o prefeito ocorreu em 13 de abril de 2014, onde Yamashita assumiu o cargo para seu terceiro mandato como prefeito. 85,33% do total de 9.190 eleitores elegíveis estão votando. Yamashita conquistou um total de 3.266 eleitores, enquanto um certo Sr. Yoshihisa Hatanaka (veja acima) ficou em segundo lugar com um total de 2.399 votos. Um residente não-Ikata do Partido "Gente que não precisa de armas nucleares" (managed 発 い ら な い 々) conseguiu ganhar pouco mais de 1% do eleitorado com 104 votos. 

## Pessoas notáveis
- Shūji Nakamura, vencedor do Prêmio Nobel de Física de 2014, inventor do LED azul, vem da antiga cidade de Seto.
- O aventureiro Hyōichi Kōno alcançou com sucesso o Polo Norte em 1997.[10] Ele morreu em 2001 enquanto tentava caminhar do Polo Norte de volta ao seu local de nascimento, a antiga cidade de Seto.
- Nenten Tsubouchi é um poeta de haiku cujos poemas únicos e peculiares foram apresentados em livros didáticos da escola primária no Japão.[11] Ele nasceu no bairro Kuchō de Ikata.

## Galeria

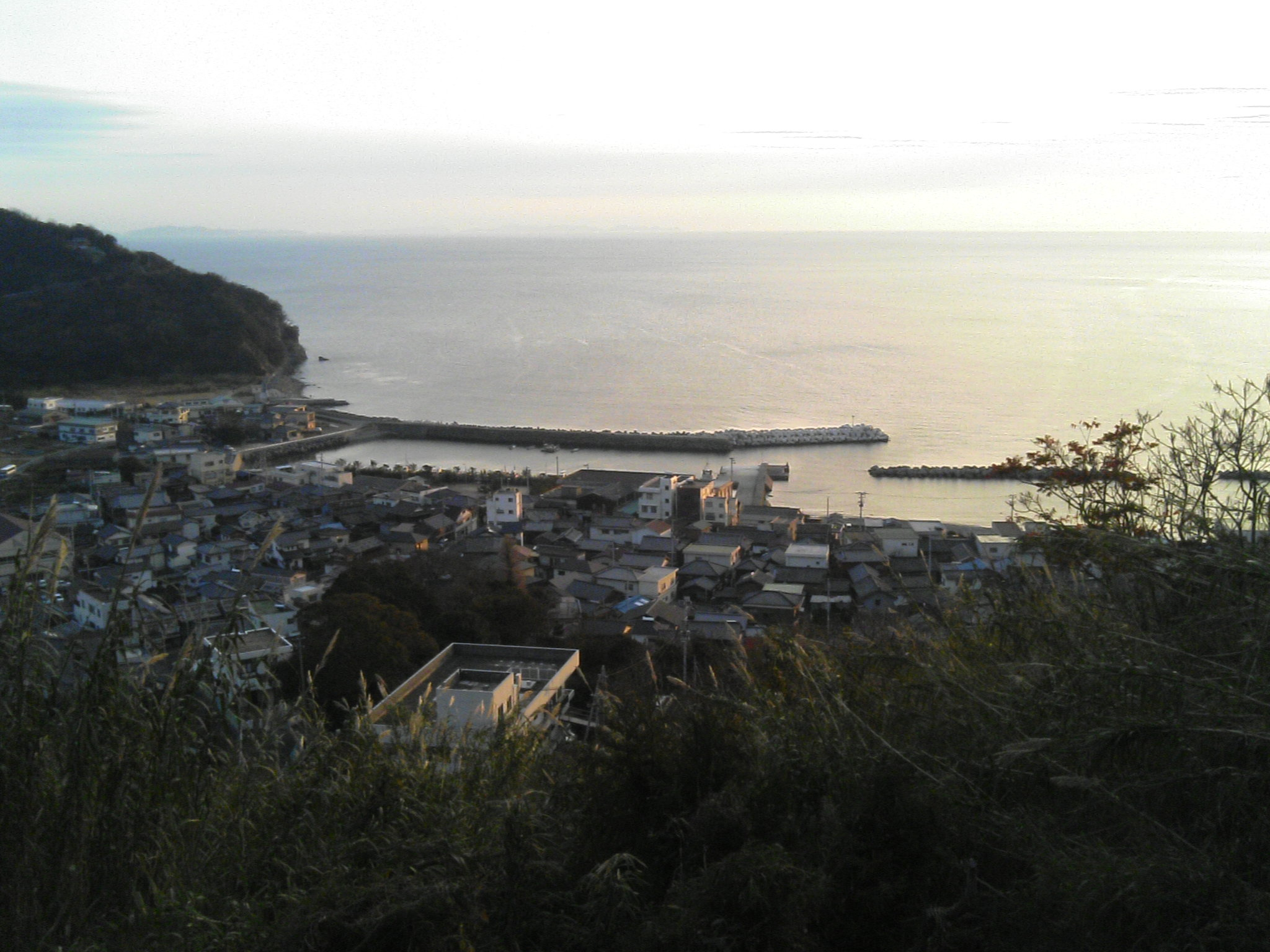
O bairro Kuchō ao pôr do sol
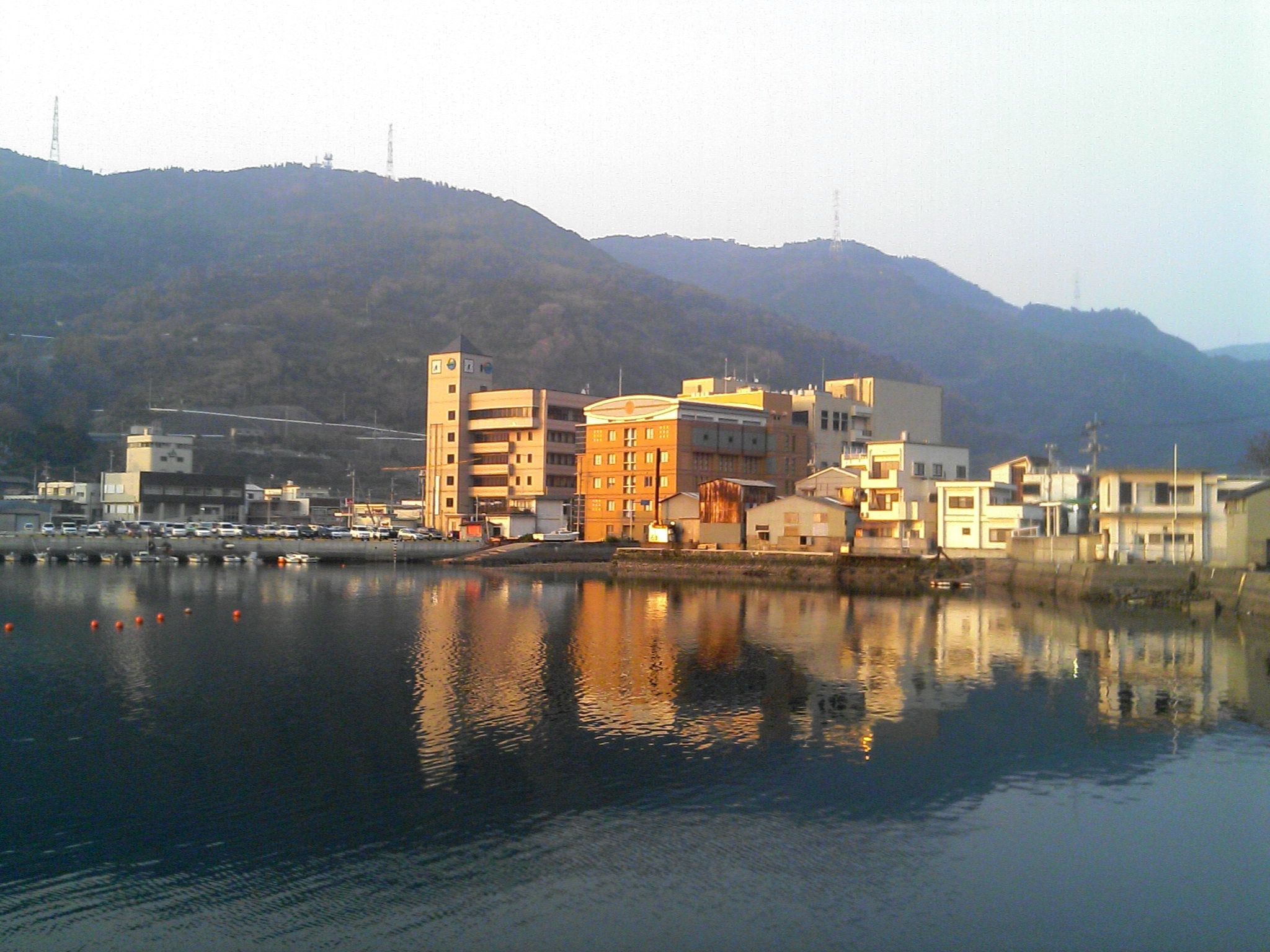
Vista para o porto de Minatoura
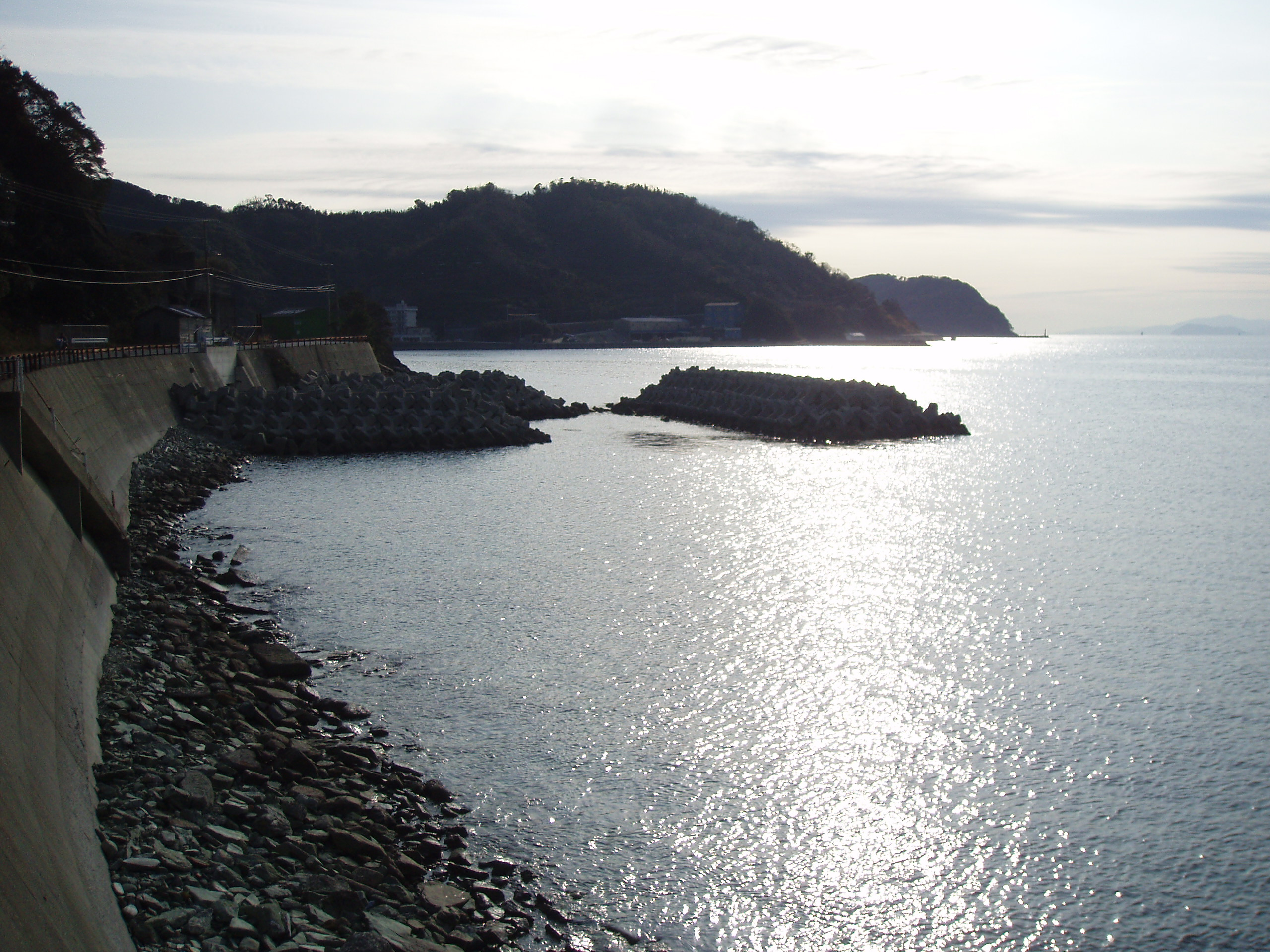
As margens de Misaki
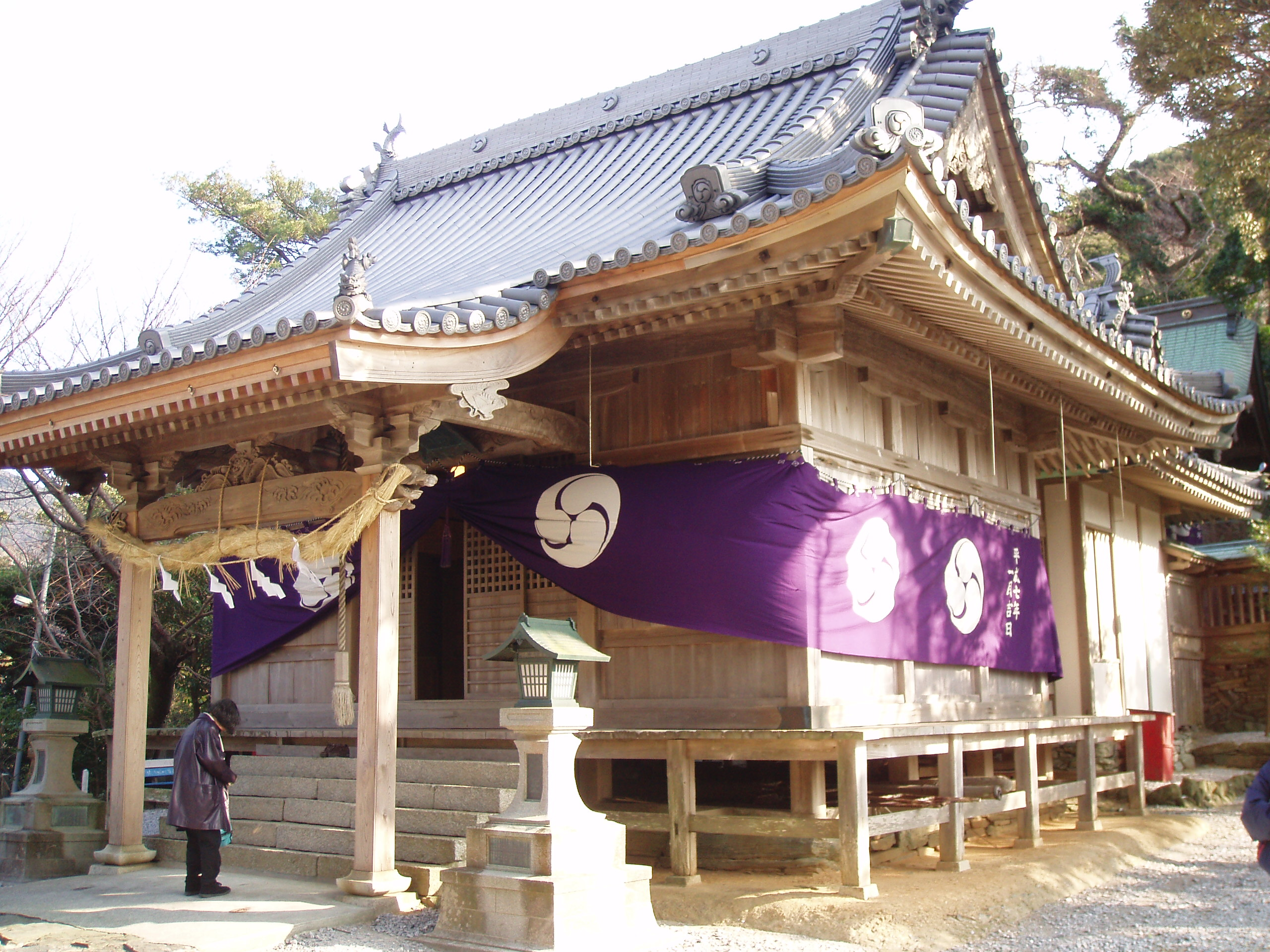
Misaki's Hachiman Shrine (八幡神社, Hachiman-jinja)